# Castelnuovo (Trentino)
Castelnuovo település Olaszországban, Trento megyében. Lakosainak száma 1089 fő (2023. január 1.). Castelnuovo Asiago, Borgo Valsugana, Telve, Castel Ivano, Carzano és Scurelle községekkel határos.

## Népesség
A település népességének változása:

| 2018 | 1 035 |
| 2023 | 1 089 |